# Mumsdorf
Mumsdorf ist ein Ortsteil von Meuselwitz im Landkreis Altenburger Land in Thüringen.

## Lage
Mumsdorf liegt an der Landesstraße 1063 nordwestlich von Meuselwitz. Zwei aus Braunkohletagebauen mit Wasser gefüllte Seen, das Restloch Zipsendorf sowie der Rusendorfer See, flankieren den Ort südwestlich und östlich. Westlich des Orts liegt die Landesgrenze zu Sachsen-Anhalt. Jenseits dieser befindet sich das stillgelegte Kraftwerk Mumsdorf, welches in Staschwitz auf dem Gebiet der Gemeinde Elsteraue liegt. Durch den Ort fließt der Rainbach.

## Geschichte

### Von der Gründung bis ins 19. Jahrhundert

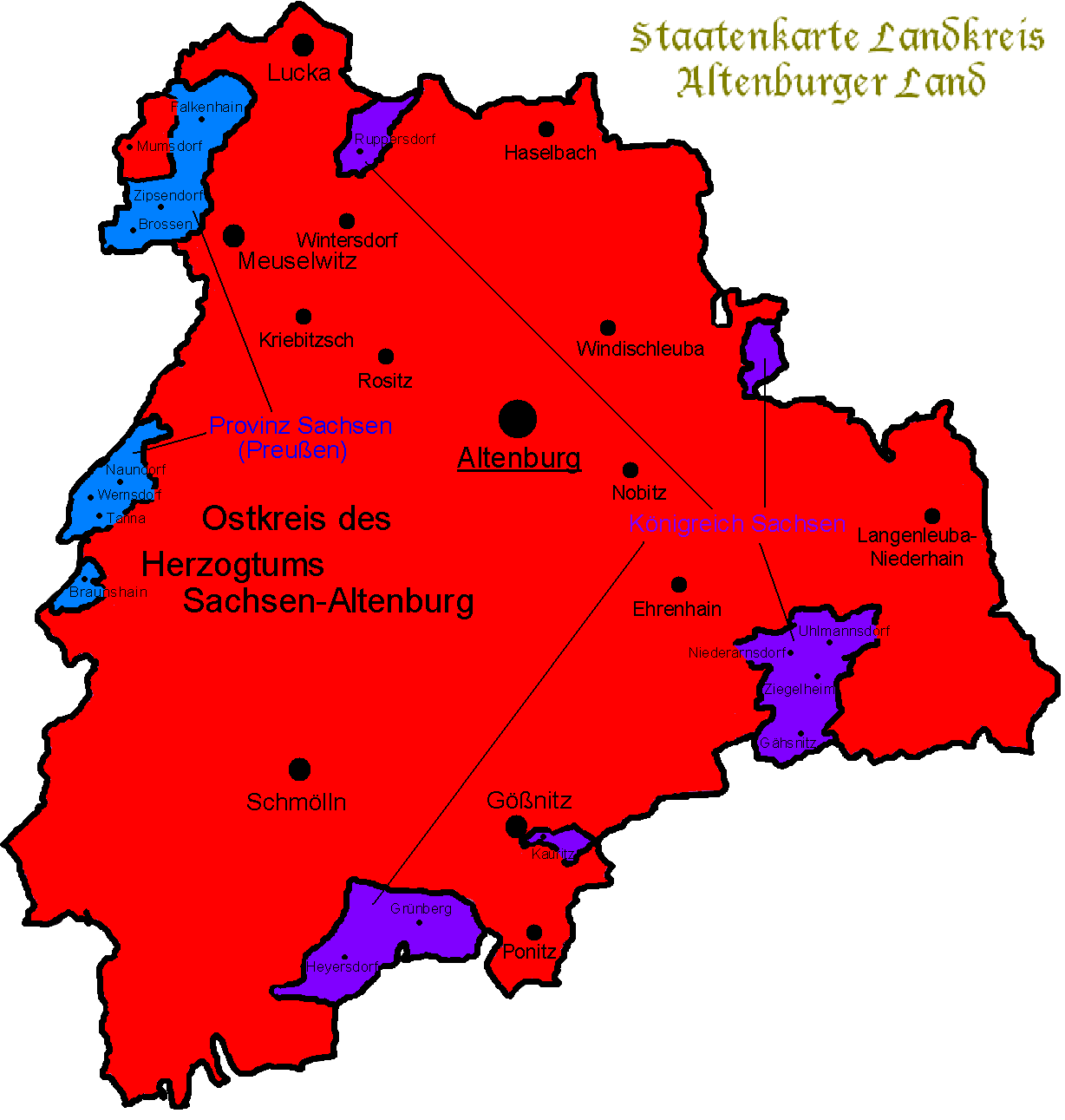
Staatenaufteilung des Altenburger Landes bis 1920

Am 18. Januar 1413 wurde Mumsdorf erstmals urkundlich genannt. Vermutlich wurde der Ort um das Jahr 1000 gegründet, aber erst zur Zeit der Hussitenkriege erwähnt. Zu dieser Zeit war Mumsdorf, damals „Mustorf“ genannt, eine Exklave des wettinischen Amts Altenburg mitten im Zeitzer Stiftsgebiet.
Im Jahr 1521 kaufte der damalige Altenburger Amtmann, Günther von Bünau das Mumsdorfer Rittergut vom Adelsgeschlecht Haugwitz samt aller Gerichtsbarkeit. Günther von Bünau, der ein Anhänger der lutherischen Lehre war, verlangte, dass die Mumsdorfer nicht mehr in das stift-zeitzische Langendorf zur Schule und Kirche gehen, sondern in das altenburgische Meuselwitz. Am 23. März 1692 verkaufte ein Urenkel Heinrichs von Bünau den Ort an Veit Ludwig von Seckendorff, dessen Familie seit 1676/77 auch das Rittergut und Schloss Meuselwitz besaßen. Von Seckendorff setzte sich für die Geleitsfreiheit ein, wodurch die Bewohner der Exklave Mumsdorf nicht für jeden Wagen Geleit als Steuer zahlen mussten.
Aufgrund der Zugehörigkeit zum wettinischen Amt Altenburg gehörte Mumsdorf ab dem 16. Jahrhundert aufgrund mehrerer wettinischer Erbteilungen unter die Hoheit folgender Ernestinischer Herzogtümer: Herzogtum Sachsen (1554 bis 1572), Herzogtum Sachsen-Weimar (1572 bis 1603), Herzogtum Sachsen-Altenburg (1603 bis 1672), Herzogtum Sachsen-Gotha-Altenburg (1672 bis 1826). Da das Mumsdorf umgebende königlich-sächsische Amt Zeitz durch den Wiener Kongress im Jahr 1815 an Preußen abgetreten wurde, war der Ort seitdem von der preußischen Provinz Sachsen (Landkreis Zeitz) umgeben.
Bei der Neuordnung der Ernestinischen Herzogtümer im Jahr 1826 kam Mumsdorf zum neu gegründeten Herzogtum Sachsen-Altenburg. Nach der Verwaltungsreform im Herzogtum gehörte Mumsdorf bezüglich der Verwaltung zum Ostkreis (bis 1900) bzw. zum Landratsamt Altenburg (ab 1900). Gerichtlich war für Mumsdorf ab 1879 das Amtsgericht Altenburg und ab 1906 das Amtsgericht Meuselwitz zuständig.

### Erste Hälfte des 20. Jahrhunderts
Seit Mitte des 19. Jahrhunderts gewann der Abbau von Braunkohle im Meuselwitz-Altenburger Braunkohlerevier, in dessen Nordwesten Mumsdorf lag, an Bedeutung. Dadurch wandelte sich das bisher bäuerlich geprägte Mumsdorf zu einem Industriedorf. Zur Steigerung neuer Absatzmärkte für die Kohle eröffnete 1872 die Bahnstrecke Zeitz–Altenburg, an der das sachsen-altenburgische Mumsdorf mit dem preußischen Wuitz den gemeinsamen Bahnhof Wuitz-Mumsdorf erhielt. Seit 1901 war dieser zusätzlich der Endpunkt der Bahnstrecke Gera-Pforten–Wuitz-Mumsdorf.
Ab 1902 erfolgte südöstlich von Mumsdorf der Aufschluss des Tagebaus „Schädegrube I“ (1902 bis 1934). Nach Gründung der Phönix AG für Braunkohlenverwertung begann im Osten von Mumsdorf der Abbau im Tagebau Phönix-Mumsdorf (1905 bis 1929). Die Brikettfabrik Phönix ging 1912 nördlich von Mumsdorf in Betrieb. Mit einer Produktion bis zum Jahr 2000 verzeichnete sie die längste Laufzeit einer Brikettfabrik im Revier. Zu Beginn des 20. Jahrhunderts war die Fabrik mit einer täglichen Produktionsmenge von 2200 Tonnen Brikett eine der größten des Deutschen Reichs. Ihre Belegschaft betrug zur Zeit der Eröffnung 1500 Arbeiter, zwischen 1919 und 1923 rund 2200 Personen und 1931 eine Mitarbeiterzahl von 900. Für die Arbeitskräfte der Phönix AG für Braunkohlenverwertung entstand bereits zwischen 1907 und 1909 die „Phönix-Kolonie“ (heute: „Phönix-Straße“).
Mumdorf gehörte ab 1918 zum Freistaat Sachsen-Altenburg, der 1920 im Land Thüringen aufging. 1922 kam das Dorf zum Landkreis Altenburg, wodurch es weiterhin eine Exklave im preußischen Landkreis Zeitz blieb. Nachdem Mumsdorf rund 400 Jahre lang in Meuselwitz eingepfarrt war, wurde 1927 mit der Dorfkirche Mumsdorf ein eigenes Gotteshaus geweiht.
Bis 1934 wurde im Osten und Süden von Mumsdorf Kohle abgebaut. 1938 setzte der Abbau im westlich von Mumsdorf gelegenen Tagebau Zipsendorf-West ein. Dem bis 1952 betriebenen Tagebau fiel Mumsdorfs preußischer Nachbarort Oberhaide zum Opfer. Mumsdorf war nun von allen Seiten von Tagebauen umgeben. Einzig nach Norden blieb die Straße in Richtung der Brikettfabrik bestehen. Südlich der Bahnstrecke Zeitz-Altenburg existierten in der Nähe des Bahnhofs Wuitz-Mumsdorf vor 1940 nur die kleineren Tagebaue „Leonhard I“ (1909 bis 1919) und „Leonhard II“ (1918 bis 1926). Der großflächige Abbau erfolgte zwischen 1948 und 1964 durch den „Tagebau Zipsendorf-Süd“. Ihm mussten die Orte Wuitz und Sabissa weichen.
Im Juni 1945 wurden auf dem Phönix-Gelände drei Massengräber und mehrere Einzelgräber entdeckt. Es handelte sich bei den gefundenen 290 Toten zum größten Teil um Häftlinge aus dem KZ Außenlager Wille in Rehmsdorf, die als Zwangsarbeiter im Hydrierwerk Zeitz eingesetzt worden waren. Die sterblichen Überreste wurden auf dem Ehrenfriedhof von Mumsdorf beigesetzt.

### 1950 bis zur Gegenwart

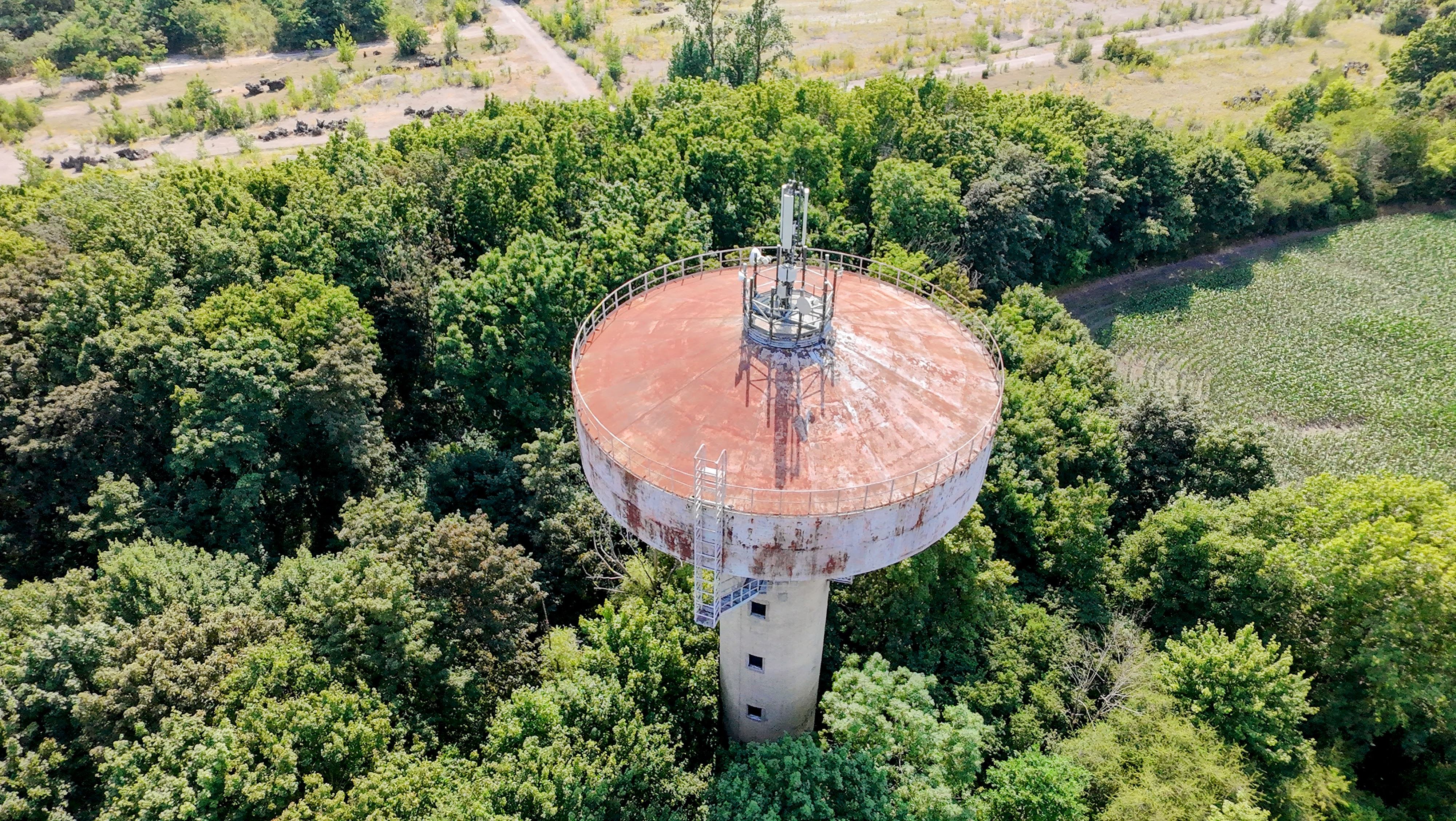
Der alte Wasserturm „Phönix Tower“

Im Jahr 1950 endete mit der ersten Kreisreform in der DDR der Exklavenstatus vom Mumsdorf. Der Ort, der bis 1950 eine thüringische Exklave im preußischen Landkreis Zeitz darstellte, wurde zum 1. Juli 1950 vom Landkreis Altenburg in den zum Land Sachsen-Anhalt gehörigen Landkreis Zeitz umgegliedert. Bei der zweiten Kreisreform im Jahr 1952 kam Mumsdorf zum Kreis Zeitz im Bezirk Halle. Am 4. Dezember 1952 kam Mumsdorf jedoch wie seine bisher immer zu Zeitz gehörigen Nachbarorte Zipsendorf, Brossen, Falkenhain und die Flur von Rusendorf zum stark verkleinerten Kreis Altenburg im Bezirk Leipzig.
Nördlich der Brikettfabrik Mumsdorf, durch deren Areal die Bezirksgrenze zwischen Halle und Leipzig ging, war zwischen 1962 und 1968 der Tagebau Phönix-Nord in Betrieb. Er war der letzte aktive Braunkohletagebau des Meuselwitz-Altenburger Reviers. 1968 eröffnete das „Kraftwerk Mumsdorf“, welches fortan die Brikettfabrik Mumsdorf mit Dampf und Energie versorgte. Ebenfalls gab es eine Direktverbindung zum nahegelegenen Glaswerk Maltitz in Lucka. Im Jahr 1970 erfolgte die Stilllegung der Bahnstrecke Gera-Pforten-Wuitz-Mumsdorf.
Mit der im Jahr 1990 erfolgten Neugründung des Freistaats Thüringen gehörte Mumsdorf im äußersten Osten des Lands wieder zu Thüringen. Am 16. Oktober 1993 wurde das Dorf nach Meuselwitz eingemeindet, mit dem es 1994 zum Landkreis Altenburger Land kam.
Im Jahr 2000 erfolgte die Einstellung der Produktion der auf sachsen-anhaltischer Seite gelegenen Brikettfabrik. Das Kraftwerk und die Bahnstrecke Zeitz-Altenburg wurden 2013 stillgelegt; die Bahnstrecke wird zurzeit (Stand Januar 2019) aber als Bahnhofsnebengleis weiterbetrieben.

## Kirche
Dorfkirche Mumsdorf

## Wirtschaft und Verkehr
Der Bahnhof Wuitz-Mumsdorf lag an der Bahnstrecke Zeitz–Altenburg und der Bahnstrecke Gera-Pforten–Wuitz-Mumsdorf.
Die Mitteldeutsche Braunkohlengesellschaft betrieb bis 2013 im Norden von Mumsdorf ein Braunkohlekraftwerk zur Deckung des Energiebedarfs in den Tagebauen aber auch zur Einspeisung in das öffentliche Netz. Das Kraftwerk wurde im November 2011 aus wirtschaftlichen Gründen stillgelegt und bis Sommer 2016 vollständig zurückgebaut.

## Persönlichkeiten
- Gerhard Kettner (1928–1993), Lithograf und Graphiker, Professor und Rektor der Hochschule für Bildende Künste Dresden
- Wolf-Dieter Lutz (* 1935), Politiker (SPD)